# Leszek Kaczmarek
Leszek Jan Kaczmarek (ur. 31 maja 1957 w Warszawie) – biolog molekularny, profesor nauk biologicznych, kierownik Pracowni Neurobiologii Instytutu Biologii Doświadczalnej im. M. Nenckiego PAN, członek rzeczywisty Polskiej Akademii Nauk.

## Życiorys
W 1981 ukończył studia na Wydziale Biologii Uniwersytetu Warszawskiego. W 1983 uzyskał doktorat. W latach 1984–1986 był na stażu podoktorskim w Temple University w Filadelfii (USA).
Po powrocie podjął pracę w Instytucie Biologii Doświadczalnej PAN im. Nenckiego, gdzie pracuje do chwili obecnej. Stopień doktora habilitowanego otrzymał w 1988 roku. W dniu 22 października 1996 otrzymał tytuł profesora nauk biologicznych. W 2000 został laureatem Nagrody Fundacji na rzecz Nauki Polskiej w dziedzinie nauk przyrodniczych i medycznych za badania wpływu różnych bodźców na ekspresję genów w mózgu ssaków, a w 2011 otrzymał Nagrodę Prezesa Rady Ministrów za całokształt dorobku naukowego.
Stypendysta Programu Fulbrighta (w l. 2001-2002 przebywał na stypendium badawczym na University of California-Los Angeles), aktualnie członek Rady Fundacji Polsko-Amerykańskiej Komisji Fulbrighta.
Jest członkiem Polskiej Akademii Nauk, od 1998 członkiem korespondentem, a od 2013 członkiem rzeczywistym. W latach 2003–2008 był Przewodniczącym Wydziału II Nauk Biologicznych PAN, a w latach 1999–2003 przewodniczącym Komitetu Neurobiologii PAN. 
Jego działalność badawcza dotyczy m.in. aktywności genów w mózgu w procesie uczenia oraz plastyczności synaptycznej, będącej podłożem uczenia się i pamięci, a także najpoważniejszych schorzeń neuro-psychicznych, takich jak padaczka, autyzm, schizofrenia, czy też uzależnienia. Opublikował ponad 200 artykułów w renomowanych czasopismach naukowych, cytowanych ponad 9 tysięcy razy przez innych badaczy. Wypromował 41 doktorów nauk.
W 1998 roku odznaczony Krzyżem Kawalerskim, a w 2009 Krzyżem Oficerskim Orderu Odrodzenia Polski.